# Бобо језик
Бобо (Bɔbɔ; познат и као Бобо Фи, Бобо Фигн, Бобо Финг, Бобо Мандаре, Блацк Бобо) је главни манде језик Буркине Фасо ; западни град Бобо-Дјуласо назван је делимично по народу Бобо . Бобо се састоји од:
- Јужни дијалекти: Сиабере (Сиа), Бенге, Согокире, Воре, Зара (Бобо Диула / Јула)
- Северни, познати као Bobo de familia

Северни и јужни Бобо деле само 20% -30% разумљивости према Етнологу, и по том стандарду се сматрају засебним језицима.
Изрази Бобо Финг „Црни Бобо“ и Бобо Мандаре користе се за разликовање од Бобо Гбе „Бели Бобо“ и Бобо Оуле „Црвени Бобо“ из Буркине.